# ولید السعدی
ولید السعدی (عربی: وليد عبدالله عمير السعدي؛ زادهٔ ۱۹ فوریهٔ ۱۹۹۵) بازیکن فوتبال اهل عمان است.
از باشگاه‌هایی که در آن بازی کرده‌است می‌توان به باشگاه السویق اشاره کرد.
وی همچنین در تیم‌های ملی فوتبال زیر ۲۳ سال عمان و عمان بازی کرده‌است.